# House of 1000 Corpses (trilha sonora)
House of 1000 Corpses é o álbum de trilha sonora do filme de mesmo nome, dirigido por Rob Zombie. Inclui artistas como Buck Owens, Helen Kane, The Ramones, Lionel Richie, Slim Whitman, Trina, Scott Humphrey e o próprio Zombie, junto com vários instrumentais e amostras de áudio retiradas do filme.

## Lista de faixas
| House of 1000 Corpses (Original Motion Picture Soundtrack) |                                                                                      |         |  |
| N.º                                                        | Título                                                                               | Duração |  |
| 1.                                                         | "Howdy Folks"                                                                        | 0:31    |  |
| 2.                                                         | "House of 1000 Corpses" (Rob Zombie)                                                 | 3:43    |  |
| 3.                                                         | "Saddle Up the Mule"                                                                 | 0:17    |  |
| 4.                                                         | "Everybody Scream (Tema do Show Duplo de Criaturas do Dr. Wolfenstein)" (Rob Zombie) | 2:36    |  |
| 5.                                                         | "Stuck in the Mud"                                                                   | 1:16    |  |
| 6.                                                         | "Holy Miss Moley"                                                                    | 0:16    |  |
| 7.                                                         | "Who's Gonna Mow Your Grass?" (Buck Owens)                                           | 2:19    |  |
| 8.                                                         | "Run, Rabbit, Run" (Rob Zombie)                                                      | 3:01    |  |
| 9.                                                         | "Into the Pit"                                                                       | 1:21    |  |
| 10.                                                        | "Something for You Men"                                                              | 0:20    |  |
| 11.                                                        | "I Wanna Be Loved by You" (Helen Kane)                                               | 2:47    |  |
| 12.                                                        | "Pussy Liquor" (Rob Zombie)                                                          | 4:57    |  |
| 13.                                                        | "Scarecrow Attack"                                                                   | 2:12    |  |
| 14.                                                        | "My Baby Boy"                                                                        | 0:14    |  |
| 15.                                                        | "Now I Wanna Sniff Some Glue" (The Ramones)                                          | 1:34    |  |
| 16.                                                        | "Investigation and the Smokehouse"                                                   | 0:35    |  |
| 17.                                                        | "Bigger the Cushion"                                                                 | 2:26    |  |
| 18.                                                        | "I Remember You" (Slim Whitman)                                                      | 2:03    |  |
| 19.                                                        | "Drive Out the Rabbit"                                                               | 0:13    |  |
| 20.                                                        | "Mary's Escape"                                                                      | 1:19    |  |
| 21.                                                        | "Little Piggy" (Rob Zombie)                                                          | 3:54    |  |
| 22.                                                        | "Ain't the Only Thing Tasty"                                                         | 0:26    |  |
| 23.                                                        | "Dr. Satan"                                                                          | 0:19    |  |
| 24.                                                        | "Brick House 2003" (Rob Zombie com Lionel Richie e Trina)                            | 3:48    |  |
| 25.                                                        | "To the House"                                                                       | 2:29    |  |

## Desempenho nas tabelas musicais
| País — Tabela musical (2003)                 | Melhor posição |
| -------------------------------------------- | -------------- |
| Estados Unidos (Billboard 200)               | 53             |
| Estados Unidos (Billboard – Top Soundtracks) | 4              |